# بطولة العالم لألعاب القوى لذوي الاحتياجات الخاصة 2015
بطولة العالم لألعاب القوى لذوي الاحتياجات الخاصة 2015 هي منافسة سباقات المضمار والميدان للرياضيين ذوي الاحتياجات الخاصة. عقدت في الدوحة بقطر و دارت بين 21 و 31 أكتوبر. أقيم الحفل في ملعب سحيم بن حمد بالدوحة.